# 偏胀蚶
偏胀蚶（学名：Arca ventricosa），是魁蛤目魁蛤科魁蛤属的一种。主要分布于南海、中国大陆、台湾，常栖息在潮间带至潮下带、浅海岩石缝内。